# Stationshal

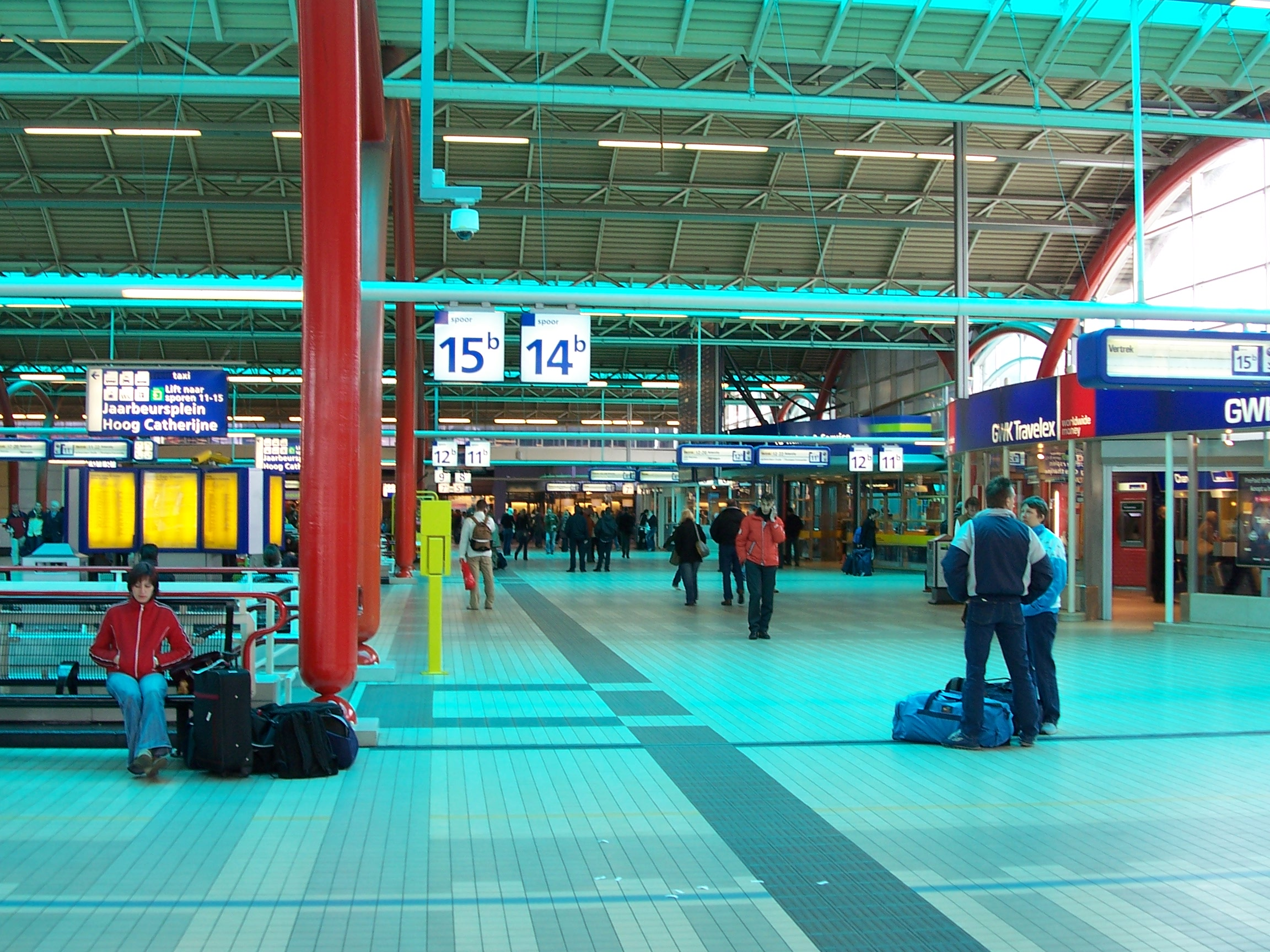
Voormalige stationshal van Utrecht Centraal

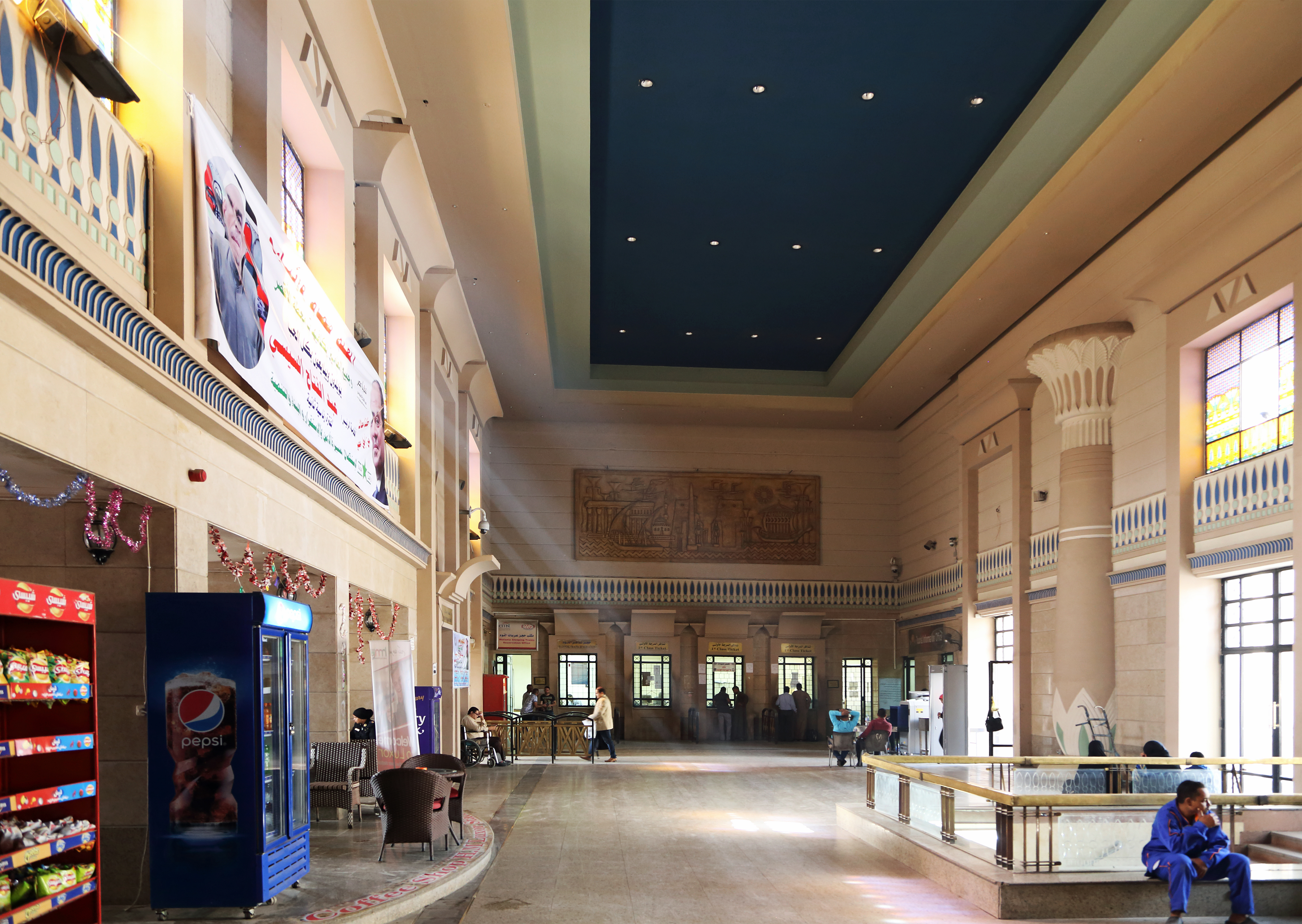
Stationshal in Luxor (Egypte)

Een stationshal is een hal in een station. In grote stations staat er meestal een groot bord met de vertrektijden van de treinen. Vanuit een stationhal kunnen treinreizigers via een dwarsgang of roltrappen en liften naar de perrons gaan. In een stationshal zijn vaak loketten of balies om plaatsbewijzen te kopen, kaartautomaten, en soms een aparte informatiebalie. Daarnaast kunnen er voorzieningen zijn zoals kiosken, winkels en restaurants. Kiosken en andere plekken waar etenswaren worden verkocht worden in Nederland bijna exclusief geëxploiteerd door NS-dochter NS Stations Retailbedrijf. Zitbanken zijn er maar in weinig stationshallen.